# Kwasi Kwarteng
Kwasi Kwarteng (Londres, 26 de maio de 1975) é um político britânico que ocupou o cargo de Chanceler do Tesouro, tendo assumido a posição em 6 de setembro de 2022, com a formação do governo da premiê Liz Truss nessa mesma data, após as eleições no partido ocorridas no dia anterior, 5 de setembro. Filho de uma advogada e um economista ganenses que chegaram ao Reino Unido durante os anos 60 como estudantes, Kwarteng se destacou desde cedo nos estudos, obtendo uma bolsa para o prestigiado colégio Eton. Se formou em literatura clássica e história por Cambridge, além de ter estudado em Harvard e realizado um Phd em História Econômica por Cambridge, concluído em 2000.
Antes de iniciar carreira política, trabalhou como colunista do jornal Daily Telegraph e analista financeiro em instituições da City londrina, como o banco JP Morgan.
Se elegeu em 2010 pelo partido Conservador, em representação do distrito eleitoral de Spelthorne. Depois de ter integrado vários comitês da Câmara e servido como secretário em pastas do governo conservador de 2015 a 2017, Kwarteng ascendeu a postos ministeriais, como a Secretaria de Estado para a saída da União Européia (2018-2019), durante o governo Theresa May, o Ministério para a Energia, Crescimento Limpo e Mudanças Climáticas (2019-2021) e a Secretaria de Estado para Negócios, Energia e Estratégia Industrial (2021-2022), já na administração Boris Johnson. Com a queda deste último e a eleição de sua ex-colega de gabinete Liz Truss como líder do partido e consequentemente, pela maioria que os Conservadores detém no Parlamento, a sua indicação para Primeira-Ministra, foi apontado por Truss como Chanceler do Tesouro, responsável pelas finanças britânicas, se tornando o primeiro negro no cargo.
Kwarteng é visto como integrante da ala direita do partido e defensor de políticas liberais na economia, em sintonia com a primeira-ministra, de quem é próximo, ainda que críticos como o Institute of Economic Affairs         tenham apontado incoerência entre as ideias que defendia, de redução da intervenção do estado, e as ações que teve nos ministérios que comandou, em um momento de particular crise econômica e energética que o país vive, no contexto da pandemia e da guerra na Ucrânia.